# Zi de zi (Maxi-single)
Zi de zi este primul maxi-single al trupei La Familia și a fost lansat pe data de 01 februarie 2003 prin Cat Music / Media Services. Maxi-single-ul Zi de zi promovează cel de-al cincelea-lea LP (album de studio) al trupei La Familia care se numește Punct și de la capăt lansat pe data de 03 mai 2003. La piesa care dă numele maxi-single-ului în colaborare cu Don Baxter și Cabron s-a filmat un videoclip, însă videoclipul a fost interzis de CNA după 3 săptămâni de la lansare pentru că instigă la consum de droguri și alcool. Pe maxi-single se găsește varianta originală, varianta cenzurată și un remix a single-ului Zi de zi, bonus o piesă intitulată 1000 metri garduri.

## Tracklist[3]
| Nr.             | Titlu                                                     | Autor(i)                      | Text                             | Lungime |  |
| 1.              | „Zi de zi” (cu Don Baxter și Cabron)                      | T.L. Croom, Sebastian Zsemlye | Sișu, Don Baxter, Puya și Cabron | 3:45    |  |
| 2.              | „Zi de zi” (cu Don Baxter și Cabron) (varianta cenzurată) | T.L. Croom, Sebastian Zselmye | Sișu, Don Baxter, Puya și Cabron | 3:45    |  |
| 3.              | „Zi de zi” (cu Don Baxter și Cabron) (IMC Club Mix)       | T.L. Croom, Sebastian Zselmye | Sișu, Don Baxter, Puya și Cabron | 3:25    |  |
| 4.              | „1000 metri garduri”                                      | Sișu și Puya                  | Sișu și Puya                     | 3:39    |  |
| Lungime totală: | Lungime totală:                                           | Lungime totală:               | Lungime totală:                  | 12:34   |  |